# Serapion von Alexandria (Astrologe)
Serapion von Alexandria (altgriechisch Σεραπίων, lateinisch Serapion Astrologus oder auch Serapion Alexandrinus) war ein ägyptisch-hellenistischer Astrologe. Seine genaueren Lebensdaten sind nicht bekannt und von seinen Schriften sind nur einige Fragmente überliefert.
Der Catalogus Codicum Astrologorum Graecorum enthält ein längeres Fragment einer Liste von astrologischen Definitionen, aus dem der Herausgeber schließt, dass es in Alexandria verfasst worden sei. Der Inhalt weist darauf hin, dass Serapion einer der älteren hellenistischen Astrologen ist. Diese unter dem Titel Abgeleitete Namen der Sternkonstellationen (παρονομασίαι σχηματισμῶν τῶν ἀστέρων) oder auch einfach als Definitionen bekannte Liste ist ein byzantinisches Kompilat, das neben Serapion auch Material anderer Quellen verarbeitet, weshalb David Pingree bei diesem Fragment durchwegs von Pseudo-Serapion spricht.
Aus den anderen überlieferten Fragmenten ist erkennbar, dass Serapion sich vorwiegend mit Katarchen-Horoskopie befasste, wobei Katarche der Entstehungszeitpunkt eines Subjekts ist, also die Geburt einer Person oder der Gründungstag einer Stadt oder eines Unternehmens.
Serapion findet sich auch in einer Liste des Anonymus von 379 mit astrologischen Autoren, die sich mit den Fixsternen befasst haben. Serapion erscheint dort unmittelbar vor Ptolemäus. Weiter beruft sich Serapion auf Hermes, Petosiris und Nechepso und verwendet eine auf das 2. oder das 1. Jahrhundert v. Chr. verweisende Terminologie.
Pingree hat daher vermutet, dass Serapion in das 1. Jahrhundert v. Chr. oder in das 1. Jahrhundert zu datieren sei.
Serapion von Alexandria ist nicht zu verwechseln mit dem 217 von Caracalla hingerichteten ägyptischen Astrologen Serapion.

## Ausgaben
- Textausgabe: Catalogus Codicum Astrologorum Graecorum Bd. 8.4. Hrsg. von Pierre Boudreaux. Lamertin, Brüssel 1921, S. 225–232, Digitalisat. Weitere Fragmente: Bd. 1, S. 99, 101. Bd. 5.1, S. 179f. Bd. V.3, S. 96.
- Englische Übersetzung: Robert Schmidt, Robert Hand: The Astrological Record of the Early Sages in Greek (= Project Hindsight: Greek Track Bd. 10). The Golden Hind Press, 1995, S. 44–48 (enthält nicht die Liste der Definitionen).